# Secamone papuana
Secamone papuana är en oleanderväxtart som beskrevs av Otto Warburg. Secamone papuana ingår i släktet Secamone och familjen oleanderväxter. Inga underarter finns listade i Catalogue of Life.